# Idaea granulosa
Idaea granulosa är en fjärilsart som beskrevs av W. Warren och Rothschild 1905. Idaea granulosa ingår i släktet Idaea och familjen mätare. Inga underarter finns listade i Catalogue of Life.